# Stappenconvent
Het Stappenconvent is een voormalig gasthuis in de Nederlandse stad Deventer.

## Beschrijving
Het gebouw is vernoemd naar de vicaris Henricus Stappe, die in de 14e eeuw leefde. Vlak voor zijn dood stelde hij zijn huis beschikbaar aan behoeftigen en arme vreemdelingen. Hij had in zijn testament laten opnemen dat zijn nalatenschap ook hieraan besteed diende te worden en het stadsbestuur diende dit uit te voeren. De nalatenschap was niet voldoende, waarop de gemeente het huis wilde verkopen. Door schenkingen van particulieren kon dit worden voorkomen. 
In de daaropvolgende eeuwen werden voor vele armlastige vrouwen gezorgd, waarop het huis zich had toegelegd. De financiële situatie noodzaakte er wel toe dat op bestuurlijk vlak enkele samenvoegingen plaatsvonden met andere zorghuizen. Uiteindelijk ging het stappenconvent samen met het Mouwickshuis, het Harmen Boevinckshuis en het Meyershof in 1850 op in het Oude Vrouwenhuis. In 1879 volgde een verdere samenvoeging van gastenhuizen, waarbij het Grote en Voorster Gasthuis, het St. Jurriën Gasthuis, het Oude Vrouwenhuis en het St. Geertruiden Gasthuis onder het bestuur van de Verenigde Gestichten verderging.
Nabij de locatie waar het Stappenconvent was ontstaan, werd in 1858 een nieuw gebouw betrokken, dat nog wel de naam Stappenconvent behield. Dit neoclassicistische, gepleisterde pand, ontworpen door Maarten van Harten sr., heeft een L-vormige opzet. De ramen op de begane grond zijn voornamelijk rechthoekig, terwijl deze op de eerste verdieping getoogd zijn. Het terrein wordt aan de voorzijde afgeschermd door een gietijzeren hek. Het pand is in een latere periode omgevormd tot woningen en is in 1979 aangewezen als rijksmonument.
Het Stappenconvent bevindt zich op kleine afstand van het Burgerweeshuis, dat in vergelijkbare stijl werd ontworpen, tevens door Maarten van Harten sr.